# Le Mystère de la clef hindoue
Le Mystère de la clef hindoue est une bande dessinée du Belge Jijé. Elle est publiée pour la première fois du no 14/39 au no 45/39 dans l'hebdomadaire jeunesse Spirou.
Ce récit d'aventures naïf est la première publication de Jijé dans Spirou avant qu'il n'y reprenne Spirou et Fantasio puis crée Jean Valhardi et Jerry Spring.

## Publication

### Périodiques
- Le Mystère de la clef hindoue, dans Spirou no 14/39 à 45/39, 1939[1].

### Album
- La Clef hindoue, Dupuis, 1944[2].
- Le Mystère de la clef hindoue, Éditions Michel Deligne, 1973[2].
- Le Mystère de la clef hindoue, dans Tout Jijé t. 16 : 1938-1940, Dupuis, 2001.